# Limba avestică
Limba avestică este o limbă iraniană cunoscută numai din utilizarea acesteia ca limbă în scriptura zoroastriană, Avesta, de la care provine numele său. Limba trebuie, de asemenea, la un moment dat să fi fost o limbă vorbită, dar în ce perioadă de timp și de câți oameni nu se știe. Statutul său de limbă sacră i-a asigurat utilizarea sa continuă pentru scrieri noi mult timp după ce limba a devenit o limbă moartă.

## Fonologie
Vocalele:
a ā ə ə̄ e ē o ō å ą i ī u ū
Consoanele:
k g γ x xʷ č ǰ t d δ ϑ t̰ p b β f
ŋ ŋʷ ṇ ń n m y w r s z š ṣ̌ ž h